# Oligoclada amphinome
Oligoclada amphinome – gatunek ważki z rodziny ważkowatych (Libellulidae). Występuje w północnej części Ameryki Południowej; stwierdzony w Brazylii, Wenezueli, Gujanie, Surinamie i Gujanie Francuskiej.